# Juvnnitjávrátj
Juvnnitjávrátj (äldre stavning Junitjauratj) är en sjö i Arjeplogs kommun i Lappland och ingår i Piteälvens huvudavrinningsområde. Sjön har en area på 0,0291 kvadratkilometer och ligger 625 meter över havet. Juvnnitjávrátj ligger i Långsjön-Gåbrek fjällurskog Natura 2000-område. Sjön avvattnas av vattendraget Junitjåkåtj.

## Delavrinningsområde
Juvnnitjávrátj ingår i det delavrinningsområde (736032-161696) som SMHI kallar för Inloppet i Ruokojauratj. Medelhöjden är 597 meter över havet och ytan är 10,48 kvadratkilometer. Det finns inga avrinningsområden uppströms utan avrinningsområdet är högsta punkten. Junitjåkåtj som avvattnar avrinningsområdet har biflödesordning 3, vilket innebär att vattnet flödar genom totalt 3 vattendrag innan det når havet efter 201 kilometer. Avrinningsområdet består mestadels av skog (94 procent). Avrinningsområdet har 0,03 kvadratkilometer vattenytor vilket ger det en sjöprocent på 0,3 procent.